# Колдеу
Колдеу (рум. Coldău) — село у повіті Бистриця-Несеуд в Румунії. Адміністративно підпорядковане місту Беклян.
Село розташоване на відстані 340 км на північний захід від Бухареста, 28 км на захід від Бистриці, 60 км на північний схід від Клуж-Напоки.

## Населення
За даними перепису населення 2002 року у селі проживали 725 осіб.
Національний склад населення села:
| Національність | Кількість осіб | Відсоток |
| -------------- | -------------- | -------- |
| угорці         | 369            | 50,9%    |
| румуни         | 355            | 49,0%    |

Рідною мовою назвали:
| Мова      | Кількість осіб | Відсоток |
| --------- | -------------- | -------- |
| угорська  | 369            | 50,9%    |
| румунська | 354            | 48,8%    |